# Stemvorming
Het doel van stemvorming is het bereiken van een optimale stemtechniek. Vergelijkbare termen zijn "stemtraining", "stemontwikkeling", "stemexpressie" en "stemtherapie". Volgens vocologen berusten alle op dezelfde psychofysiologische principes, maar er zijn subtiele verschillen. Stemtherapie richt zich op het verbeteren van het functioneren van ongezonde stemmen, terwijl stemvorming, stemtraining en stemontwikkeling meer gericht zijn op het verbeteren van het functioneren van "gezonde" stemmen.